# 1580 Betulia
1580 Betulia este o planetă minoră (asteroid), cu un diametru de 5,8 km, din Asteroid Amor. A fost descoperită pe 22 mai 1950 la Union Observatory⁠(d) de Ernest Leonard Johnson⁠(d). 
Obiectul prezintă o orbită caracterizată de o semiaxă mare de 2,1968758 UAi, o excentricitate de 0,4877, o înclinație de 52,0979 ° în raport cu ecliptica.